# Покровское (Кривой Рог)
Покровское (Запорожье, Ущелье, Шмаково) — исторический район, жилой массив в городе Кривой Рог. 

## История
Село возникло в конце XVIII века на месте бывшего казацкого зимовника. Принадлежало к Весёлотерновской волости Верхнеднепровского уезда Екатеринославской губернии.
В 1882 году Александр Поль купил у помещика Шмакова 500 десятин земли с залежами аспида (сланец), который использовался местными жителями для покрытия домов.
В 1886 году проживало 308 человек, имевших 51 хозяйственный двор. Был завод по добыче и обработке сланца.

## Характеристика
Жилой массив в Саксаганском районе города Кривой Рог на правом берегу реки Саксагань.
На юге Покровского между шахтами «Артём-1» и «Северная» бывшего рудоуправления имени С. М. Кирова на правом берегу старого русла реки Саксагань находится геологический памятник природы Сланцевые скалы.